# Joseph Tawadros
Joseph Tawadros (El Cairo, 6 de octubre de 1983) es un instrumentista de laúd árabe y compositor australiano de origen egipcio. Él es el sobrino del trompetista egipcio Yacoub Mansi y el nieto del instrumentista de oud y compositor Mansi Habib. Su familia emigró de Egipto a Australia cuando tenía tres años.
Se formó en la tradición clásica occidental y obtuvo un título de grado en música en la University of New South Wales.
El estilo de Joseph Tawadros es considerado como muy ecléctico. Según The Sydney Morning Herald, "ha traslado el oud de su ambiente tradicional del Medio Oriente hasta el universo de la música clásica y del jazz".
Gaño el Australian Recording Industry Award en 2012, 2013 y 2014 para el mejor álbum de World music.
Colaboró con músicos como John Abercrombie, Jack DeJohnette, Roy Ayers, Bela Fleck, Joey DeFrancesco, Jean-Louis Matinier o il Australian Chamber Orchestra.
En su álbum World Music, Joseph Tawadros toca 52 instrumentos diferentes (incluido laúd árabe, qanun, saz, ney, violín y acordeón).

## Discografía

### Álbumes
- 2004 - Storyteller (oud solo)
- 2005 - Rouhani (con Bobby Singh)
- 2006 - Visions (con James Tawadros)
- 2007 - Epiphany (con James Tawadros y Ben Rodgers)
- 2008 - Angel (con James Tawadros, Matt McMahon y Dimitri Vouras)
- 2009 - The Prophet - Music inspired by the poetry of Khalil Gibran (oud solo)
- 2010 - The Hour of Separation (con James Tawadros (riqq), John Abercrombie (guitarra eléctrica), John Patitucci (contrabajo) y Jack DeJohnette (batería).
- 2011 - The Tawadros Trilogy: Dawn of Awakening – con varios músicos
- 2012 - Concerto of The Greater Sea (con Richard Tognetti y el Australian Chamber Orchestra, James Tawadros, Matt McMahon, Christopher Moore)
- 2013 - Chameleons of the White Shadow (con Bela Fleck, Richard Bona, Roy Ayers, Joey DeFrancesco, James Tawadros, Jean-Louis Matinier)
- 2014 - Permission to Evaporate (con Christian McBride, Matt MacMahon, Mike Stern y James Tawadros)
- 2015 - Truth Seekers Lovers and Warriors (con James Crabb, James Greening, Matt McMahon y James Tawadros)
- 2016 - World Music (con Joseph Tawadros (52 instrumentos diferentes) y James Tawadros (11 instrumentos diferentes)
- 2017 - Live at Abbey Road (con James Tawadros)
- 2018 - The Bluebird, the Mystic and the Fool

### Música cinematográfica
Música compuesta para:
- I Remember 1948 (documental)
- The Last Days of Yasser Arafat (documental)
- Haneen (cortometraje)
- Checkpoint (cortometraje)